# Moon Mi-ra
Moon Mi-ra (koreanisch 문미라; * 28. Februar 1992) ist eine südkoreanische Fußballspielerin.

## Karriere

### Vereine
Sie spielte bis Sommer 2018 beim Incheon Hyundai Steel Red Angels WFC. Seitdem läuft sie für den Suwon FC Women auf.

### Nationalmannschaft
Von 2008 bis 2012 sammelte sie bei der südkoreanischen U-20-Nationalmannschaft in elf Spielen fünf Treffer. Mit dieser nahm sie an der Weltmeisterschaft 2010 und 2012 teil.
Im Trikot der A-Nationalmannschaft hatte sie ihr Debüt am 4. Juni 2016 in einem Freundschaftsspiel gegen Myanmar. Kurz darauf erzielte sie in der Qualifikation für die Südostasienmeisterschaft 2017 ihre ersten Tore. Anschließend gehörte sie zur Mannschaft bei den Asienspielen 2018.
Nach weiteren Einsätzen und ein paar Treffern beim Cup of Nations 2019 gehörte sie zum Mannschaftskader bei der Weltmeisterschaft 2019. Dort kam sie in zwei Spielen zum Einsatz und schied mit ihrer Mannschaft nach der Gruppenphase aus. Mit insgesamt fünf Toren in zwei Einsätzen der Qualifikation zur Asienmeisterschaft 2022 trug sie einen Anteil am Erfolg ihrer Mannschaft.
Am 5. Juli 2023 wurde sie für die WM 2023 nominiert.